# TBS金曜8時枠の連続ドラマ
TBS金曜8時枠の連続ドラマ（TBSきんよう8じわくのれんぞくドラマ）は、KRT→TBS系列で過去4期にわたって、毎週金曜日の20時台に放送されていたテレビドラマの枠である。
制作は、第3期のみ当時ネットしていた朝日放送（ABC）、他は全てTBS。

## 概要
- 開始当初は30分枠で、主に海外作品を放送していたが、1959年10月に金曜21:15から移動しながら、この月限りでNET（現：テレビ朝日）に移動した、柳家金語楼主演の名作『おトラさん』を以て中断、その後1961年5月より枠を1時間に拡大し、海外作品『ローリング20』を放送した後、『近鉄金曜劇場』に代わる。
- 『近鉄金曜劇場』が終了すると、朝日放送制作作品を放送するが、『土曜ロードショー』との枠交換で土曜22:05へ制作枠が移動し中断、そして1972年10月にTBS制作で再開するも、視聴率的には振るわなかった。その後、郷ひろみ・西城秀樹・桜田淳子・ずうとるびといったアイドルを出演させたり、田宮二郎主演の『白いシリーズ』や、往年の名作『七人の刑事』をリメイクして放送してきたが、『太陽にほえろ!』（日本テレビ系列）の壁は厚かった。
- だが1979年10月、『桜中学シリーズ』の第1作『3年B組金八先生』がスタート。瞬く間に大ヒットとなり、『3年B組貫八先生』まで延べ5作（『金八』は2作製作）に渡って『桜中学シリーズ』が続く。
- その後は『家族ゲーム』と『うちの子にかぎって…』（2シリーズ製作）がヒットとなったが、後が続かず、編成の見直しがされ、ついに1986年終了の『セーラー服通り』をもって13年半の幕を降ろす。その後はビートたけしのバラエティ→単発特別番組枠→1時間バラエティ（『ドリーム・プレス社』→『ぴったんこカン・カン』→『ザ・ベストワン』→『熱狂!1/365のマニアさん』→『それSnow Manにやらせて下さい』）に変わって、現在に至る。
- 1970年代後半の一時期、当ドラマ枠はライオン歯磨・ライオン油脂の一社提供による『ライオンアワー』として放送された。
- 1972年10月から1982年9月までには9時台に金曜9時枠ドラマ、10時台も金曜ドラマがあったため、金曜日は3時間テレビドラマ枠（1時間枠×3本）を放映していた時代もある。
  - なお、最盛期には火曜日から金曜日まで3時間テレビドラマ枠（1時間枠×3本）を放映していた。
- さらに、19時台前半に『ウルトラマンタロウ』、後半に『走れ!ケー100』を放送していた時期は4時間テレビドラマを放映していた。
  - また、水曜日や木曜日も4時間テレビドラマを放映していた時期がある。
  - この後19時台後半はドラマから撤退するが、19時台前半は『ウルトラマンレオ』や、『宇宙鉄人キョーダイン』・『大鉄人17』・『昭和仮面ライダーシリーズ（第2期）』といった30分特撮番組を、1981年3月まで断続的に放送したため、この間は4本・3時間半のドラマが放送されていた。
- 第2期においては、初期のころは特番などで放送休止になることはなかったが、1976年にTBSは金曜ナイターを復活させたため、4月 - 9月にかけてのナイターシーズンにおいては年3 - 4回ほどの割合で放送休止になることがあった。また1983年から、それまで日曜で放送された『日本有線大賞』が金曜放送に変更されたため、12月放送分は『有線大賞』で休止されることがあった。これは廃枠後も2002年まで続くことになる。

## 作品リスト
▲マークは海外作品。

### 第1期（KRT制作）
枠は全て20:00 - 20:30。
- 海賊船サルタナ▲
- アニーよ銃をとれ（KRT版第1シリーズ）▲
- プレイハウス90▲
- アニーよ銃をとれ（KRT版第2シリーズ）▲
- 少年航路
- キャノンボール▲
- おトラさん - 金曜21:15より移動。この後NET（現：テレビ朝日）に移動し継続。

### 第2期（KRT→TBS制作）
枠は20:00 - 21:00。
- ローリング20▲

### 第3期（朝日放送制作）
- 黒潮の女 - 枠は20:00 - 20:56。
- 助左衛門四代記
- 華々しい女
- 元禄一代女
- いずれ花嫁
- どじょっこさん
- 娘ざかり

### 第4期（TBS制作）
- 夏に来た娘 - 枠は20:00 - 20:55。
- まんまる四角
- おさななじみ
- 五つの恋
- お姉ちゃん
- 青葉繁れる
- ヨイショ
- あたしのものよ
- あこがれ共同隊
- ばあちゃんの星
- 結婚前夜シリーズ
- われは海の子
- 白い秘密
- 白い波紋
- 白い荒野
- 七人の刑事
- 3年B組金八先生
- 1年B組新八先生
- 2年B組仙八先生
- 3年B組貫八先生 - 継続中の1982年10月に20:00 - 20:54に変更（1分短縮）。
- オサラバ坂に陽が昇る
- 家族ゲーム
- 青が散る
- 中卒・東大一直線 もう高校はいらない!
- うちの子にかぎって…
- 東中学3年5組
- 花田春吉なんでもやります
- もしも、学校が…!?
- '85年型家族あわせ
- セーラー服通り

## ネット局
※第1期のネット局を記載。系列は放送当時のもの。
| 放送対象地域          | 放送局         | 系列                   | 備考 |
| --------------------- | -------------- | ---------------------- | --- |
| 関東広域圏            | 東京放送       | TBS系列                | 第2期制作局 現：TBSテレビ                                                                               |
| 近畿広域圏            | 朝日放送       | TBS系列                | 第1期製作局 現：朝日放送テレビ 1975年3月まで（NET系へ移行）                                             |
| 近畿広域圏            | 毎日放送       | TBS系列                | 1975年4月から 腸捻転解消に伴う移行                                                                      |
| 北海道                | 北海道放送     | TBS系列                | |
| 青森県                | 青森テレビ     | TBS系列                | |
| 岩手県                | 岩手放送       | TBS系列                | 現：IBC岩手放送                                                                                         |
| 宮城県                | 東北放送       | TBS系列                | |
| 福島県                | 福島テレビ     | TBS系列 フジテレビ系列 | 1983年3月まで、一部作品のみ                                                                             |
| 福島県                | テレビユー福島 | TBS系列                | 1983年12月開局から                                                                                      |
| 山梨県                | テレビ山梨     | TBS系列                | |
| 長野県                | 信越放送       | TBS系列                | 1984年4月から同時ネット                                                                                 |
| 新潟県                | 新潟放送       | TBS系列                | |
| 静岡県                | 静岡放送       | TBS系列                | 1973年7月から同時ネット                                                                                 |
| 中京広域圏            | 中部日本放送   | TBS系列                | 現：CBCテレビ                                                                                           |
| 石川県                | 北陸放送       | TBS系列                | 1984年4月から同時ネット                                                                                 |
| 岡山県 →岡山県 香川県 | 山陽放送       | TBS系列                | 現：RSK山陽放送 1983年3月までの放送エリアは岡山県のみ 1983年4月から電波相互乗り入れにより香川県でも放送 |
| 島根県 →鳥取県 島根県 | 山陰放送       | TBS系列                | 1972年9月15日までの放送エリアは島根県のみ 1972年9月22日から電波相互乗り入れにより鳥取県でも放送         |
| 広島県                | 中国放送       | TBS系列                | |
| 山口県                | テレビ山口     | TBS系列 フジテレビ系列 | 1980年10月から同時ネット 1978年9月まではテレビ朝日系列とのトリプルネット局                              |
| 高知県                | テレビ高知     | TBS系列                | |
| 福岡県                | RKB毎日放送    | TBS系列                | |
| 長崎県                | 長崎放送       | TBS系列                | 1984年4月から同時ネット                                                                                 |
| 熊本県                | 熊本放送       | TBS系列                | 1982年4月から同時ネット                                                                                 |
| 大分県                | 大分放送       | TBS系列                | |
| 宮崎県                | 宮崎放送       | TBS系列                | 1981年4月から同時ネット                                                                                 |
| 鹿児島県              | 南日本放送     | TBS系列                | 1981年4月から同時ネット                                                                                 |
| 沖縄県                | 琉球放送       | TBS系列                | 1981年4月から同時ネット                                                                                 |

## ネット局に関する備考
- 「あたしのものよ」の放送期間中に、 関西地区のネット局が腸捻転解消により朝日放送から毎日放送に変更されている。
- スポンサーセールスの都合上、日本テレビの番組（『三菱ダイヤモンド・アワー』→『太陽にほえろ!』）を優先して放送していたJNN単独加盟局は、一部作品の番組販売扱いでの遅れネットまたは本放送終了後の集中放送を実施する対応が取られていた。
静岡放送は1973年7月に『太陽にほえろ!』を遅れネットに変更した上で同時ネットに移行した他、熊本放送は熊本県民テレビ開局に伴い、1982年4月から同時ネットに移行している。
中国放送は、『三菱ダイヤモンド・アワー』が本来の系列局である広島テレビに移行した1969年10月から同時ネットとなった。
宮崎放送・南日本放送・琉球放送は、1981年4月に『太陽にほえろ!』の放映権をフジテレビ系列局（テレビ宮崎・鹿児島テレビ・沖縄テレビ、テレビ宮崎と鹿児島テレビは日本テレビ系列・テレビ朝日系列とのクロスネット局）へ放映権を移行して同時ネットに移行している。
信越放送・北陸放送・長崎放送は、1984年4月の『JNNフラッシュニュース』の放送見直しと『金曜ナイター』の開始に伴い同時ネットに移行している（同時に『太陽にほえろ!』は長野県・長崎県ではテレビ信州・テレビ長崎へ放映権移行、北陸放送は遅れネット化）。
- 当時フジテレビ系列とのクロスネット局だった福島テレビ・テレビ山口の2局は以下の対応が取られていた。
福島テレビは、クロスネット時代は該当時間帯をフジテレビ系番組枠（『花の金曜ゴールデンスタジオ』の同時ネットや『銭形平次』の遅れネットなどを放送）としていたため、未放送または一部作品のみ『うすい土曜劇場』（自主制作枠）などで番組販売扱いの遅れネットで放送された。なお、福島県における本枠の同時ネットは1983年12月にテレビユー福島が開局したと同時に開始している。1982年以前の作品によっては1983年4月に実施された福島テレビのネットチェンジ（JNN脱退・FNN加盟）後に放送された作品もあり、『2年B組仙八先生』は1983年6月に福島テレビで『金曜日の妻たちへ』（第1シリーズ、第7話まで同時ネット、第8話以降は遅れネット）の後作品扱いとして遅れネットで放送された他、『3年B組貫八先生』は1984年にテレビユー福島で放送された。
テレビ山口は、1980年9月までは該当時間帯をフジテレビからの同時ネット枠としていたため、未放送または番組販売扱いの遅れネットとなっていたが、1980年10月改編から同時ネットに移行している。